# فورمازين
فورمازين (Formazine) هو بوليمر حلقي غير متجانس يُنتج عن طريق تفاعل مادة هيكساميثلين تيترامين مع كبريتات الهيدرازين.

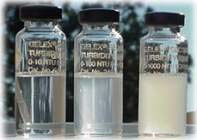
معايير العكارة 5 و50 و500 وحدة حرارية بريطانية

الهيكل رباعي السطوح الهكساميثيلين تيترامين الشبيه بالقفص، المشابه للأدمانتان، يعمل ككتلة بناء جزيئية لتشكيل شبكة بوليمرية ثلاثية الأبعاد.
الفورمازين ضعيف الذوبان في الماء وعندما يتم تصنيعه مباشرة في محلول مائي، عن طريق خلط اثنين من مركباته القابلة للذوبان بسرعة، فإنه يشكل جزيئات غروانية صغيرة الحجم. هذه الغرويات العضوية مسؤولة عن تشتت الضوء معلقات الفورمازين في جميع الاتجاهات. تعتمد الخصائص البصرية للمعلقات الغروانية على حجم الجسيمات المعلقة وتوزيع الحجم أيضا.إضافة إلى ذلك, ونظرًا لأن الفورمازين مادة اصطناعية مستقرة ذات حجم جسيم موحد، فإنه يستخدم عادةً كمعيار لمعايرة أجهزة قياس العكارة والتحكم في إمكانية إعادة إنتاج قياساتها. تم اقتراح استخدام الفورمازين لأول مرة بواسطة كينجزبيري وآخرون (1926) لتوحيد قياسات عكارة الألبومين في البول بسرعة. وتسمى الوحدة منه بوحدة عكارة الفورمازين (FTU). تعليق 1.25 ملجم/لتر كبريتات الهيدرازين و12.5  هكساميثلين تترامين بتركيز ملجم/لتر في الماء على له عكارة فورمازين واحدة.
في الرصد البيئيفي الولايات المتحدة تسمى وحدة معيار العكارة وحدات العكارة النيفليومترية (NTU)، في حين تسمى الوحدة القياسية الدولية وحدة فورمازين النيفليومترية (FNU).بشكل عام وحدة عكارة الفورمازين (FTU) هي الوحدة الأكثر تطبيقًا، على الرغم من أن طرق القياس المختلفة يمكن أن تعطي قيمًا مختلفة تمامًا كما هو موضح في FTU.

## قياس العكارة
لقياس العكارة، يتم تحضير معلق الفورمازين عن طريق خلط محاليل 10 جم/لتر من كبريتات الهيدرازين و100 جم/لتر من هيكساميثلين تيترامين مع ماء شديد النقاء. لتسريع عملية تعليق المحلول، يترك الناتج لمدة 48 ساعة عند درجة حرارة 25 درجة مئوية. درجة مئوية ±1 °C. مما يؤدي إلى إنتاج تعليق بقيمة عكارة تبلغ 4000 NTU / FAU / FTU / FNU. يتم بعد ذلك تخفيف ذلك إلى قيمة تتناسب مع نطاق الأداة. لا توجد علاقة مباشرة بين FTU/FAU وNTU/FNU لأنها تعتمد على الخصائص البصرية للمادة المعينة في العينة. إن الصعوبة العامة التي تواجهها عملية إعداد معايير الفورمازين هي الحصول على نتائج دقيقة وقابلة للتكرار بدرجة كافية. لذلك، يعتبر توفير درجة حرارة التحضير المناسبة ضروري لأنها تؤثر على حجم جزيئات الفورمازين. وتبلغ نسبة عدم اليقين المرتبطة بتقلبات درجات الحرارة نحو 1.2% لكل درجة مئوية.
كما أن نقاء الماء المستخدم في تحضير مستحلب الفورمازين مهم أيضًا لأنه لا يمكن أن يحتوي في البداية على جزيئات غروانية. تشير التجربة إلى أن إضافة الماء المفلتر حسب الحاجة له تأثير مبعثر متبقي يبلغ حوالي 0.02 FTU = 20 mFTU (تأثير التفتيح المتأصل). ويجب أن يؤخذ هذا في الاعتبار أثناء المعايرة ولكشف مستويات العكارة المنخفضة جدًا. يمكن تتبع المستحلبات المائية المتوفرة تجارياً المناسبة لمقاييس محلول الفورمازين عادةً وفقًا لمعيار EN ISO 7027. لا تتجاوز مدة صلاحية مستحلبات الفورمازين بضعة أشهر بل بضعة أسابيع عند فتح الزجاجة، لأن خصائصها تتطور مع الوقت بسبب شيخوخة الجسيمات الغروية أو نضج أوستوالد : تغير في توزيع حجمها وفي عددها بسبب اندماجها والتطور المحتمل للكائنات الحية الدقيقة مثل البكتيريا والفطريات المجهرية والخميرة.

## روابط خارجية
- جودة المياه وفقًا لوكالة حماية البيئة: دليل لقياس العكارة